# Steve Wächter
Steve Wächter (* 27. August 1979 in Dresden) ist ein deutscher Opernsänger mit der Stimmlage Altus.

## Leben

### Ausbildung
Die ersten künstlerischen Versuche unternahm Wächter bereits während seiner Schulzeit. So war er Mitglied einer Theater- und einer Musicalgruppe. Während dieser Zeit erhielt er auch Unterricht in klassischem Ballett.
Von 1996 bis 1999 nahm Wächter privaten Gesangsunterricht im Stimmfach Tenor bei Gerd Reichard. Ab 1997 erhielt er bei Iris Geißler Klavierunterricht. 1999 nahm Wächter an der Hochschule für Musik Carl Maria von Weber in Dresden bei Hartmut Zabel sein Gesangsstudium auf. Hier wechselte er in das Stimmfach Altus. Bereits während seines Studiums folgten mehrere Auftritte und Engagements als Solist im Stimmfach Altus.
Im Jahr 2003 absolvierte Wächter einen Meisterkurs „Opernarien“ bei Kammersänger Andreas Schmidt und einen Meisterkurs „Liedinterpretation“ bei Kammersänger Olaf Bär. 2004 folgte ein Meisterkurs „Interpretation in Barockgesang“ bei Britta Schwarz. Im Januar 2004 gab Wächter sein Diplomkonzert in Dresden mit der Abschlussnote 1. Anschließend begann er ein weiteres Aufbaustudium für die Interpretation von Barockmusik sowie eine Lehrtätigkeit als Gesangslehrer an der Tastenschule Dresden. Es folgten mehrere Engagements sowie Rundfunkmitschnitte. Weiteren Gesangsunterricht hatte er 2006 bei Claudia Eder. Das Examenskonzert des Aufbaustudiums bestand Wächter im Februar 2007 mit Auszeichnung. Im Januar 2009 beendete Wächter sein Meisterklassenstudium, ebenfalls bei Hartmut Zabel.
Steve Wächter erhielt für sein Können bereits mehrere Preise, u. a. den 3. Preis beim Mozartfestwettbewerb 2006 in Würzburg. Darüber hinaus erhielt er noch einen Sonderpreis für herausragende stilistische Leistungen. Im Rahmen seiner Tätigkeit als Konzertsänger arbeitete er unter anderem mit Ludger Rémy, Michael Scholl, Maja Sequeira, Dietrich Lohff und Wolfgang Kupke.

### Engagement
Wächter sang unter anderem den Orfeo in Christoph Willibald Glucks Oper Orfeo ed Euridice in Belgrad bei den Serbischen Musikfestspielen. Er übernahm die Titelrolle in Amadigi in Georg Friedrich Händels gleichnamiger Oper 2006 in Dresden in einer Produktion der Hochschule für Musik Carl Maria von Weber. 
2006 sang er bei der Kammeroper Schloss Rheinsberg den Euristeo in der Oper Antigona von Josef Mysliveček. 
Am Nordharzer Städtebundtheater war er in der Spielzeit 2006/2007 als Otto in Händels Otto und Theophanu in Halberstadt und Quedlinburg zu sehen. In der Spielzeit 2008/2009 übernahm er dort die Titelrolle in Orlando von Georg Friedrich Händel. 
Anfang 2007 trat er als Alexander der Große in der Uraufführung der Oper Lacrimae Alexandri magni von Tomáš Hanzlik an der Staatsoper Prag auf. 
Er gastierte an der Oper Frankfurt als Apollo in Benjamin Brittens Oper Death in Venice. Bei den Bad Hersfelder Festspielen wirkte er in Claudio Monteverdis L’Orfeo mit. 
In der Spielzeit 2007/2008 sang er die Titelrolle in Händels Giulio Cesare am Staatstheater Schwerin und am Stadttheater Passau. 
2008 sang er den Narciso in Händels Agrippina am Staatstheater Saarbrücken. 2009 trat er beim Bachfest Leipzig auf.  
Im Mai 2010 sang er im Eröffnungskonzert der 8. Bergedorfer Musiktage in dem Oratorium La Conversione di Sant‘Agostino von Johann Adolf Hasse. Im Juli 2010 sang er im Schloss Friedenstein in Gotha in einer Aufführung des Ekhof-Theaters die komische Rolle des Philosophen Gelasius in der Barockoper Richardus I. oder der misslungene Brautwechsel von Händel/Telemann. 
Steve Wächter gastiert regelmäßig im Biederitzer Musiksommer, unter anderem bei der Aufführung von Georg Philipp Telemanns Matthäuspassion 1730 im März 2011.